# Andrieus A. Jones
Andrieus A. Jones (Union City, 1862. május 16. – Washington, 1927. december 20.) az Amerikai Egyesült Államok szenátora (Új-Mexikó, 1917–1927).